# Cink-oksid
Cink oksid je neorgansko jedinjenje sa hemijskom formulom ZnO. Obično je u obliku belog praha, gotovo nerastvornog u vodi. Prah cink oksida ima široku upotrebu kao aditiv u brojnim materijalima i proizvodima, npr. plastika, keramika, staklo, cement, guma, lubrikanti, boje, masti, lepak, zaptivne smeše, pigmenti, hrana, baterije, usporivači gorenja, trake za prvu pomoć, itd. Cink oksid je prisutan u Zemljinoj kori kao mineral cinkit, ali se većina komercijalno korištenog cink oksida proizvodi veštačkim postupkom.
U nauci o materijalima, cink oksid se često naziva poluprovodnikom II-VI grupe, zbog toga što cink i kiseonik pripadaju drugoj i šestoj grupi respektivno. Ovaj poluprovodnik ima nekoliko pogodnih osobina: dobra transparencija, visoka pokretljivost elektrona, široka razlika između energetskih nivoa, jaka luminiscencija na sobnoj temperaturi, itd. Ove osobine se koriste u proizvodnji transparentnih elektroda u displejima sa tečnim kristalima, prozorima za uštedu energije, tranzistorima sa tankim filmom, LED diodama, itd.

## Hemijske osobine
se pojavljuje kao beli prah poznat kao cinkovo belilo ili kao mineral cinkit. Mineral obično sadrži određenu količinu mangana i drugih elemenata i to daje mu žutu ili crvenu boju. Kristalni cink oksid je termohromna supstanca, čija se boja menja od bele do žute kada se zagreva na vazduhu i vraća se u belu pri hlađenju. Promena boje je uzrokovana vrlo malim gubitkom kiseonika na visokoj temperaturi, pri čemu nastaje spoj nestehiometrijskog sastava: , gde na 800 °, x = 0.00007.
Cink oksid je amfoteran oksid. Gotovo je nerastvorljiv u vodi i alkoholu, ali je rastvorljiv u većini kiselina (npr. hlorovodonična kiselina), i razgrađuje se pri rastvaranju:
{\displaystyle \mathrm {ZnO+2HCl\longrightarrow ZnCl_{2}+H_{2}O} }
Baze takođe razgrađuju cink oksid, pri čemu nastaju rastvorljivi cinkati:
{\displaystyle \mathrm {ZnO+2NaOH+H_{2}O\longrightarrow Na_{2}(Zn(OH)_{4})} }
ZnO sporo reaguje sa masnim kiselinama u uljima pri čemu nastaju karboksilati, kao npr. oleati i stearati. ZnO stvara proizvode slične cementu kada se pomeša sa koncentrovanim vodenim rastvorom cink hlorida, koji su po sastavu cink hidroksi hloridi. Ovaj cement se ranije koristio u stomatologiji.
ZnO takođe stvara jedinjenja slična cementu kada reaguje sa fosfornom kiselinom i neki od ovih materijala se koriste u stomatologiji. Glavna komponenta ovako nastalog cink fosfatnog cementa je hopeit, 
ZnO se razlaže u cinkove pare i kiseonik na temperaturi oko 1975 °, što ukazuje na njegovu značajnu stabilnost. Zagrevanje sa ugljenikom prevodi oksid u metal, koji je više isparljiv od oksida.
{\displaystyle \mathrm {ZnO+C\longrightarrow Zn+CO} }
Cink oksid može da burno reaguje sa aluminijumom i magnezijumom u prahu. Sa hlorisanom gumom i lanenim uljem pri zagrevanju može da izazove požar i eksploziju.
ZnO reaguje sa vodonik sulfidom pri čemu nastaje sulfid. Ova reakcije se koristi komercijalno pri uklanjanju  koristeći ZnO prah (npr. kao dezodorans).
{\displaystyle \mathrm {ZnO+H_{2}S\longrightarrow ZnS+H_{2}O} }
Kada se masti koje sadrže ZnO i voda rastope i izlože ultraljubičastoj svjetlosti, nastaje vodonik peroksid.

## Fizičke osobine

### Kristalna struktura
Cink oksid se kristališe u dve forme: heksagonalni (vurzit), kubni (cinkblend). Na sobnoj temperaturi je najstabilnija struktura vurzita i zbog toga je najčešća. Struktura cinkblenda se može stabilisati kristalizacijom ZnO na supstratu sa kubnom kristalnom rešetkom. U oba slučaja cink i kiseonik su u centru tetraedra. Struktura kamene soli (tip strukture natrijum hlorida) se pojavljuje samo pri visokom pritisku, oko 10 Gpa.
Heksagonalni oblik i cinkblend su polimorfi koji nemaju inverzionu simetriju. Ova i druge osobine simetrije kristalne rešetke rezultuju kao piezoelektricitet) heksagonalnog ZnO i cinkblenda, te piroelektriciteta heksagonalnog ZnO.
Kao što je slučaj kod većine jedinjenja elemenata druge i šeste grupe hemijskih elemenata, veza u ZnO je većinom jonska, čime se objašnjava piezoelektricitet. Zbog polarizacije Zn – O veze, cink nosi pozitivan, a kiseonik negativan električni naboj.

### Mehaničke osobine
je relativno mek materijal sa približnom tvrdoćom 4,5 na Mosovoj skali. Visok toplotni kapacitet i toplotna provodljivost, niska termalna ekspanzija i visoka tačka topljenja su pogodne osobine za keramike.
ZnO ima najveći piezoelektrični efekat među tetraedarski vezanim poluprovodnicima. On je sličan galijum nitridu GaN. Ova osobina čini ZnO tehnološki važnim materijalom.

## Proizvodnja
Za industrijsku upotrebu ZnO se proizvodi u nivoima od 105 tona godišnje putem tri postupka:

### Indirektni (francuski) proces
Metalni cink se topi u grafitnoj posudi i isparava na temperaturi iznad 907 ° (tipično oko 1000 °). Cinkove pare odmah reaguju sa kiseonikom iz vazduha pri čemu nastaje ZnO, pri čemu dolazi do pada temperature i jake luminiscencije. Čestice cink oksida se provode u cev za hlađenje i skupljaju u kućištu. Ovaj indirektni metod je popularisao LeClaire (Francuska) u 1844. i zbog toga se naziva francuski proces. Proizvod se sastoji od aglomerata čestica cink oksida, čija je prosečna veličina 0.1 do nekoliko mikrometara.

### Direktni (američki) proces
Kod direktnog postupka, ulazni materijali su razni kontaminirani cinkovi kompoziti, kao npr. cinkove rude ili nusprodukti topljenja. Reducira se zagrevanjem sa ugljenikovim aditivom (npr. antracitom) pri čemu nastaju cinkove pare, koje se zatim oksidiraju u indirektnom procesu. Zbog niže čistoće izvornog materijala, konačni proizvod je takođe nižeg kvaliteta u poređenju sa indirektnim postupkom.

### Hemijski postupak u rastvoru
Hemijski postupak u rastvoru počinje sa prečišćenim rastvorom cinka, iz kojeg se taloži cink karbonat ili cink hidroksid. Zatim se filtrira, ispira, suši i kalcinira na temperaturi ~800 °.

## Primena
Primena cink oksidnog praha je brojna i u nastavku su prikazane najvažnije primene. Mnogi postupci primene koriste reaktivnost ZnO kao prekursora za nastanak drugih jedinjenja cinka. Za primenu u nauci o materijalima, cink oksid ima visok indeks prelamanja, visoku termalnu provodljivost, antibakterijske i UV-zaštitne osobine. Zbog toga se dodaje raznim materijalima i proizvodima, uključujući plastiku, keramiku, staklo, cement, gumu, lubrikante boje, masti, lepkove, smeše za zaptivanje, pigmente, hranu, baterije, itd.

### Proizvodnja gume
Oko 50% ZnO se upotrebljava u proizvodnji gume. Cink oksid sa stearinskom kiselinom aktivira proces vulkanizacije, koji se u suprotnom ne bi mogao odvijati. ZnO je takođe važan aditiv za automobilske gume. Katalizatori za vulkanizaciju se izvode iz cink oksida i to značajno poboljšava termalnu provodljivost, koja je ključna za oslobađanje toplote nastale pri trenju guma. ZnO aditiv takođe štiti gumu od gljivica (videti medicinsku upotrebu) i UV zračenja.

### Proizvodnja betona
Cink oksid se dosta koristi u proizvodnji betona. Dodatak ZnO poboljšava vreme sazrevanja i otpornost betona na uticaj vode.

## Literatura
- Özgür, Ü.; Alivov, Ya. I.; Liu, C.; Teke, A.; Reshchikov, M. A.; Doǧan, S.; Avrutin, V.; Cho, S. -J.; Morkoç, H. (2005). „A comprehensive review of ZnO materials and devices”. J. Appl. Phys. 98 (4): 041301—041301—103. Bibcode:2005JAP....98d1301O. doi:10.1063/1.1992666.
- A. Bakin and A. Waag. „ZnO Epitaxial Growth”.  Ур.: Pallab Bhattacharya, Roberto Fornari and Hiroshi Kamimura. Comprehensive Semiconductor Science and Technology Encyclopaedia. 6. ISBN 978-0-444-53143-8., ELSEVIER, edited by .
- S. Baruah and J. Dutta (2009). „Hydrothermal growth of ZnO nanostructures”. Science and Technology of Advanced Materials. 10. PMID 27877250. doi:10.1021/acsanm.1c01012.
- R. Janisch et al. "Transition metal-doped TiO2 and ZnO—present status of the field" (32 pages) Janisch, Rebecca; Gopal, Priya; Spaldin, Nicola A. (2005). „Transition metal-doped TiO2and ZnO—present status of the field”. Journal of Physics: Condensed Matter. 17 (27): R657—R689. S2CID 118610509. doi:10.1088/0953-8984/17/27/R01.
- Heo, Y.W.; Norton, D.P.; Tien, L.C.; Kwon, Y.; Kang, B.S.; Ren, F.; Pearton, S.J.; Laroche, J.R. (2004). „ZnO nanowire growth and devices”. Materials Science and Engineering: R: Reports. 47 (1–2): 1—47. doi:10.1016/j.mser.2004.09.001.
- Klingshirn, C. (2007). „ZnO: From basics towards applications”. Physica Status Solidi (B). 244 (9): 3027—3073. Bibcode:2007PSSBR.244.3027K. S2CID 97461963. doi:10.1002/pssb.200743072.
- Klingshirn, C. (2007). „ZnO: Material, Physics and Applications”. ChemPhysChem. 8 (6): 782—803. PMID 17429819. doi:10.1002/cphc.200700002.
- Lu, Jia Grace; Chang, Paichun; Fan, Zhiyong (2006). „Quasi-one-dimensional metal oxide materials—Synthesis, properties and applications”. Materials Science and Engineering: R: Reports. 52 (1–3): 49—91. doi:10.1016/j.mser.2006.04.002.
- Takahashi, Kiyoshi; Yoshikawa, Akihiko; Sandhu, Adarsh (2007). Wide bandgap semiconductors: fundamental properties and modern photonic and electronic devices. Springer. стр. 357. ISBN 978-3-540-47234-6.
- Wiberg, E.; Holleman, A. F. (2001). Inorganic Chemistry. Elsevier. ISBN 978-0-12-352651-9. Непознати параметар |name-list-style= игнорисан (помоћ)
- Spero, J. M.; Devito, B.; Theodore, L. (2000). Regulatory chemical handbook. CRC Press. ISBN 978-0-8247-0390-5.
- Ferracane, Jack L. (2001). Materials in Dentistry: Principles and Applications. Lippincott Williams & Wilkins. стр. 70,143. ISBN 978-0-7817-2733-4.[мртва веза]
- Greenwood, N. N.; Earnshaw, A. (1997). Chemistry of the Elements. Oxford: Butterworth-Heineman n. ISBN 978-0-7506-3365-9. Непознати параметар |name-list-style= игнорисан (помоћ)
- Porter, F. (1991). Zinc Handbook: Properties, Processing, and Use in Design. CRC Press. ISBN 978-0-8247-8340-2.
- Brown, H. E. (1957). Zinc Oxide Rediscovered. New York: The New Jersey Zinc Company.
- Brown, H. E. (1976). Zinc Oxide Properties and Applications. New York: International Lead Zinc Research Organization.

## Spoljašnje veze
- Osobine cinkita
- Karta međunarodne hemijske bezbednosti 0208